# Raymond Clare Archibald
Raymond Clare Archibald (* 7. Oktober 1875 in Stewiacke; † 26. Juli 1955 in Sackville (New Brunswick)) war ein kanadischer Mathematiker.

## Leben
Nach seinem Studium an der Harvard University reiste er nach Europa, wo er 1900 an der Universität Straßburg bei Karl Theodor Reye promoviert wurde (The Cardioide and Some of Its Related Curves). Danach kehrte er nach Kanada zurück, wo er Mathematik und Violine unterrichtete.
Er wurde 1908 Dozent an der Brown University in den USA und wurde dort 1923 zum Professor ernannt. Archibald interessierte sich für die Geschichte der Mathematik und war Bibliothekar für Mathematik sowohl an der Brown University als auch der American Mathematical Society (1921 bis 1941).
1917 wählte man ihn in die American Academy of Arts and Sciences. Von 1918 bis 1941 war er im Rat der American Mathematical Society. Von 1919 bis 1921 war er Herausgeber des American Mathematical Monthly. Im Jahr 1922 war er Präsident der Mathematical Association of America. Er war zweimal Vizepräsident der American Association for the Advancement of Science. 1939 wurde er Vorsitzender des Komitees für mathematische Tafelwerke des National Research Council, 1943 gründete er die Zeitschrift Mathematical Tables and other Aids to Computation.
Im Jahr 1943 wurde er emeritiert.

## Schriften
- Euclid’s Book On Divisions Of Figures. With a restoration based on Woepcke’s text and on the Practica Geometriae of Leonardo Pisano, 1915
- Benjamin Peirce 1809–1880, 1925
- Outline of the History of Mathematics, 1932
- The scientific achievements of Nathaniel Bowditch, 1937
- Semicentennial History of the American Mathematical Society 1888–1938, 1938, Nachdruck 1988
- Fifty mathematical table makers, 1948
- mit Harry Bateman: A guide to tables of Bessel functions, 1944